# Deutsche Gesellschaft für Thorax-, Herz- und Gefäßchirurgie
Die Deutsche Gesellschaft für Thorax-, Herz- und Gefäßchirurgie (DGTHG) ist eine wissenschaftliche Fachgesellschaft, die das Gebiet der Thorax-, Herz- und Kardiovaskularchirurgie in Klinik, Praxis und Forschung vertritt. Sie ist Mitglied der Arbeitsgemeinschaft der Wissenschaftlichen Medizinischen Fachgesellschaften (AWMF).

## Ziele und Aufgaben
Vereinsziele sind laut Satzung unter anderem:
- Kontinuierliche Weiterentwicklung der Herz-, Thorax- und Gefäßmedizin, einschließlich der fachgebietsbezogenen und interdisziplinären Intensivmedizin
- Pflege von Kontakten zu anderen Fachdisziplinen, wissenschaftlichen Fachgesellschaften und sonstigen Körperschaften, deren wissenschaftliches und klinisches Interesse ebenfalls der Herz-, Gefäß- und Thoraxmedizin gilt
- Veröffentlichung von Fachempfehlungen, Stellungnahmen, Positions- und Konsenspapieren, Kommentaren, Fachartikeln sowie Leitlinien für Ärzte, Patienten, Behörden, Ämter und die interessierte Bevölkerung zur Bekämpfung von Herz-, Thorax- und Gefäßkrankheiten
- Aufklärung über gesundheitliche Risiken und über die Vermeidung von Krankheiten durch Vorsorgemaßnahmen
- Wahrnehmung der Belange der Lehre (Ausbildung, Weiterbildung, Fortbildung) und der Forschung;
- Förderung der wissenschaftlichen Arbeit in den Fachgebieten, einschließlich der Auszeichnung von Personen und Verleihung von Preisen für besondere wissenschaftliche Leistungen
- Veranstaltung wissenschaftlicher Veranstaltungen

## Veröffentlichungen
Die Gesellschaft veröffentlicht Stellungnahmen zu Vorgehensweisen, Maßnahmen und Standards in ihrem Fachgebiet. Hierzu gehören auch medizinische Leitlinien.

## Publikationsorgane
- The Thoracic and Cardiovascular Surgeon. Die englischsprachige Zeitschrift „The Thoracic and Cardiovascular Surgeon“ ist das wissenschaftliche Publikationsorgan der DGTHG. In ihr werden internationale Beiträge nach Durchlaufen eines Peer-Review-Verfahrens veröffentlicht.[4]
- Zeitschrift für Herz-, Thorax- und Gefäßchirurgie ist das offizielle Weiterbildungsorgan der Gesellschaft.[5]

## Preise und Auszeichnungen
Die Gesellschaft verleiht in Anerkennung wissenschaftlicher Leistungen folgende Preise und Stipendien (Stand September 2024):
- Georg-Wilhelm Rodewald Preis für innovative Arbeiten, die sich mit der operativen und interventionellen Therapie von Patienten mit Erkrankungen der thorakalen Aorta befassen
- Werner Klinner Preis für patientennahe wissenschaftliche Publikationen, die die chirurgische oder interdisziplinäre Behandlung angeborener Herzfehler bei Kindern und Jugendlichen zum Inhalt haben
- Ernst-Derra-Preis für eine herausragende wissenschaftliche Arbeit aus dem Fachgebiet der Herz-, Thorax- und Gefäßchirurgie
- Gefässchirurgischer Forschungspreis für eine herausragende Arbeit aus dem Fachgebiet der Gefäßchirurgie
- Franz J. Köhler Preis für herausragende Leistungen in Forschung oder klinischer Praxis auf dem Gebiet der Organprotektion unter besonderer Berücksichtigung des Herzens
- Herzmedizinischer Förderpreis für eine experimentelle und/oder klinisch relevante Promotionsarbeit aus den Fachgebieten der Thorax-, Herz- oder Gefäßchirurgie
- Josef Koncz Preis für publizierte Ergebnisse innovativer Forschungsarbeiten aus dem Bereich der Herzklappentherapien oder mechanischen Kreislaufunterstützung
- Innovationspreis Herzmedizin für eine herausragende Arbeit aus dem Gebiet der Zukunftstechnologien im Bereich der Herzmedizin
- Dr. Rusche-Forschungsprojekt für patientennahe Forschungsarbeiten in Deutschland auf dem Gebiet der Herzchirurgie
- Forschungspreis Kardiovaskuläre Medizin (vormals Wissenschaftspreis der Ulrich Karsten-Stiftung) für hervorragende wissenschaftliche Leistungen aus dem Gebiet der kardiovaskulären Medizin.

## Kooperationen
Die Gesellschaft unterhält Partnerschaften mit folgenden Organisationen:
- Deutsche Gesellschaft für Chirurgie (DGCH)
- Deutsche Gesellschaft für Kardiologie – Herz- und Kreislaufforschung (DGK)
- Deutsche Gesellschaft für Pädiatrische Kardiologie (DGPK)[8]
- Deutsche Gesellschaft für Gefäßchirurgie und Gefäßmedizin (DGG)
- Deutsche Gesellschaft für Thoraxchirurgie (DGT)[9]
- Deutsche Interdisziplinäre Vereinigung für Intensiv- und Notfallmedizin (DIVI)
- Deutsche Gesellschaft für Anästhesiologie und Intensivmedizin (DGAI)
- Österreichische Gesellschaft für Thorax- und Herzchirurgie (ÖGTHC)[10]
- Schweizerische Gesellschaft für Herz- und thorakale Gefäßchirurgie (SGHC)[11]
- AWMF
- Berufsverband der Deutschen Chirurgen (BDC)
- Kompetenznetz Angeborene Herzfehler[12]
- Bundesverband Medizintechnologie (BVMed)

## Geschichte
Die DGTHG wurde am 9. Januar 1971 in Frankfurt am Main gegründet. Gründungsmitglieder waren Franz Paul Gall, Eberhard Hofmeister, Volker Schlosser, Georg Rodewald, Josef Koncz, Hans Georg Borst, Peter Satter und Kurt Stapenhorst. Seit 1973 ist die Gesellschaft Mitglied der AWMF.